# جديا
جديا هي قرية سورية تقع في ناحية المزرعة من منطقة السويداء في محافظة السويداء. وفقاً لمكتب المركزي للإحصاء، بلغ عدد سكان قرية جديا 150 نسمة في تعداد عام 2004.